# أبراهام كونيدو
أبراهام دي خيسوس كونيدو روانو (بالإسبانية: Abraham de Jesús Conyedo Ruano) (مواليد 7 أكتوبر 1993)، رياضي مُصارعة حُرة كوبي المولد لكن يلعب لصالح إيطاليا. حاز أبراهام كونيدو على الميدالية البرونزية في مُسابقة وزن 97 كلغ خلال دور الألعاب الأولمبية الصيفية 2020 في طوكيو.

## روابط خارجية
- أبراهام كونيدو على موقع قاعدة بيانات المصارعة الدولية (الإنجليزية)
- أبراهام كونيدو على موقع اللجنة الأولمبية الدولية (الإنجليزية)
- أبراهام كونيدو على موقع أوليمبيديا (الإنجليزية)
- أبراهام كونيدو على موقع اللجنة الأولمبية الإيطالية (الإيطالية)